# Wichhorst-Werft

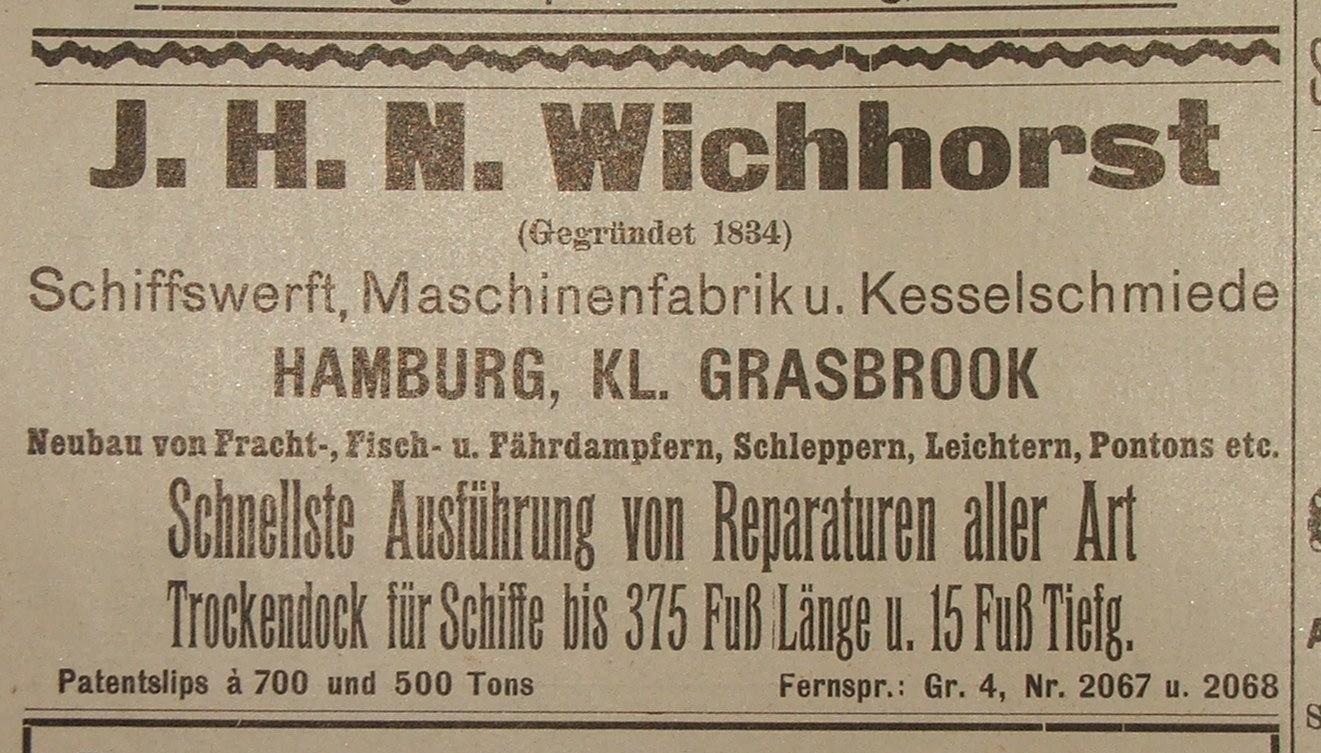
Werbung der Wichhorst-Werft von 1913

Der Schiffszimmermann Matthias Wichhorst gründete 1827 auf der Veddel einen kleinen Schiffbaubetrieb, aus der sich die Wichhorst-Werft entwickelte, die das erste Trockendock in Hamburg errichtete. Sie war eine der wenigen Hamburger Werften, denen der Übergang vom Holz zum Eisen- und Stahlschiffbau gelang.

## Gründung (1827)
Matthias Wichhorst gründete 1827 auf der Veddel einen kleinen Schiffbaubetrieb, der anfangs vorwiegend Reparaturen durchführte. Sein Sohn Johann Heinrich Nicolaus Wichhorst übernahm ab 1839 die Werft und begann 1847 mit dem Bau eines einfachen Trockendocks, das zum Jahreswechsel 1850/1851 fertig wurde. Es ist nur Fachleuten bekannt und nicht in allen zeitgenössischen Karten eingezeichnet. Es gilt als das 1. Hamburger Trockendock.

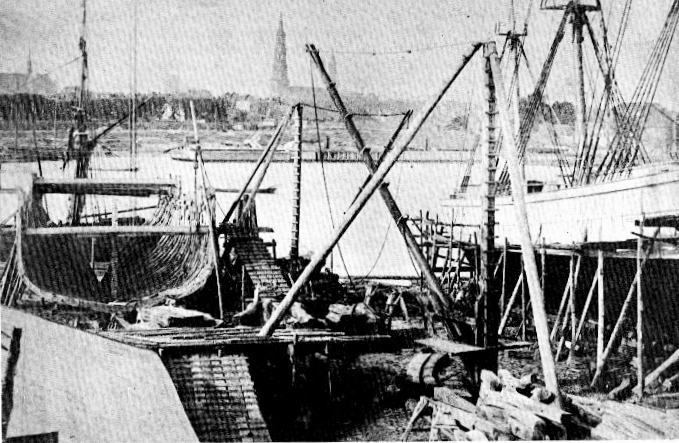
Werft J.H.N. Wichhorst, Kleiner Grasbrook, Hamburg. Im Hintergrund, mittig, St. Katharinen

## 1. Trockendock in Hamburg (1847–1850)
Wichhorst begann 1847 auf der Veddel mit dem Bau eines Trockendocks, das auch als das kleine Drydock bezeichnet wurde. Auf dem Wiesengelände "Joachimstal" wurde ein Wasserbecken für den Holzhafen ausgehoben, die dabei anfallende Erde (25 Schuten) wurden u. a. für den Dockbau verwendet. Drei Seiten des Docks von 40 Meter Länge und etwa 15 Meter Breite bestanden aus Böschungen von Erde, die mit Gras bewachsen waren. Dieses Dock war also im Gegensatz zu den späteren Hamburger Trockendocks kein gemauertes Dock. Die der Elbe zugewandte Seite mit einer 8 Meter breiten Einfahrt bestand aus Holz und Mauerwerk. Das Wasser wurde mit von Windkraft angetriebenen archimedischen Schnecken herausgepumpt. Anfangs wurden Seeschiffe und Binnenschiffe gedockt, die Versandungen führten dazu, dass etwa ab 1870 vorwiegend Oberländer Kähne gedockt wurden. Denn da es auf der Veddel viel Probleme mit der Wassertiefe der Dockeinfahrt gab, ließ Wichhorst die Einfahrt mehrfach ausbaggern. Aber durch die vorangegangenen Elbbegradigungen und Elbvertiefungen nahmen die Sandablagerungen ständig zu.

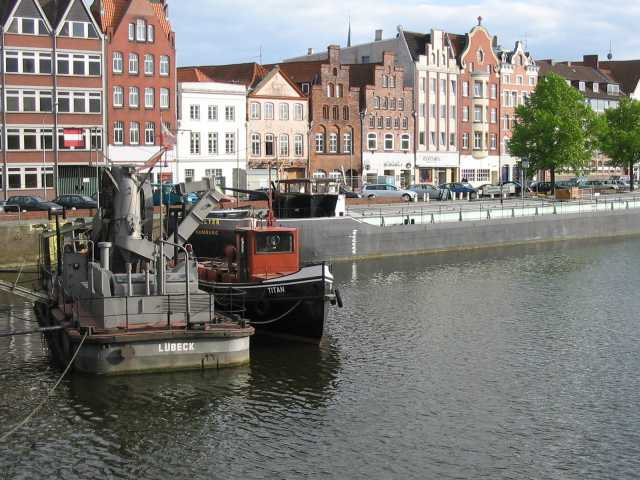
Schlepper Titan im Lübecker Museumshafen

## Umzug zum Kleinen Grasbrook (1860)
Daher verlegte Wichhorst den Betrieb 1860 zum Kleinen Grasbrook neben der Reiherstiegwerft und errichtete hier 1861 eines der ersten Patentslips. Zu der Zeit gab es in Hamburg nur das Trockendock von B. Wencke und das hölzerne Schwimmdock von Stülcken, ein zweites hölzerne Schwimmdock war für J. W. Duncker in Bau. Daher war das Patentslip eine gute Investition, die sich aufgrund guter Belegung schon nach drei Jahren bezahlt machte. 1870 wurde direkt neben der Wichhorst-Werft ein Trockendock für die Hapag gebaut.

## Eisenschiffbau (1887)
Schon 1887 begann Wichhorst mit dem Eisenschiffbau. Dies bereitete anfangs große Schwierigkeiten, da das Material und die Materialbearbeitung ganz anders war. Es mussten andere Handwerker und ein neuer Maschinenpark beschafft werden. Jedoch konnten die anderen Werftanlagen weiter genutzt werden und die staatliche Aufträge zum Bau der eisernen Pontons der Veddeler Badeanstalt und der Badeanstalt am Stadtdeich 1887 bewiesen, dass die Entscheidung richtig war. Im gleichen Jahr wurde von Wichhorst der erste eiserne Ewer in Hamburg hergestellt. In der Folgezeit wurden nur noch Schiffe mit dem neuen Baumaterial hergestellt, u. a. zwei Feuerschiffe, viele Schlepper und immer wieder Pontons, die in großer Zahl als schwimmende Anleger für den Hafenausbau benötigt wurden.

## Verkauf an J. Klatte (1905)

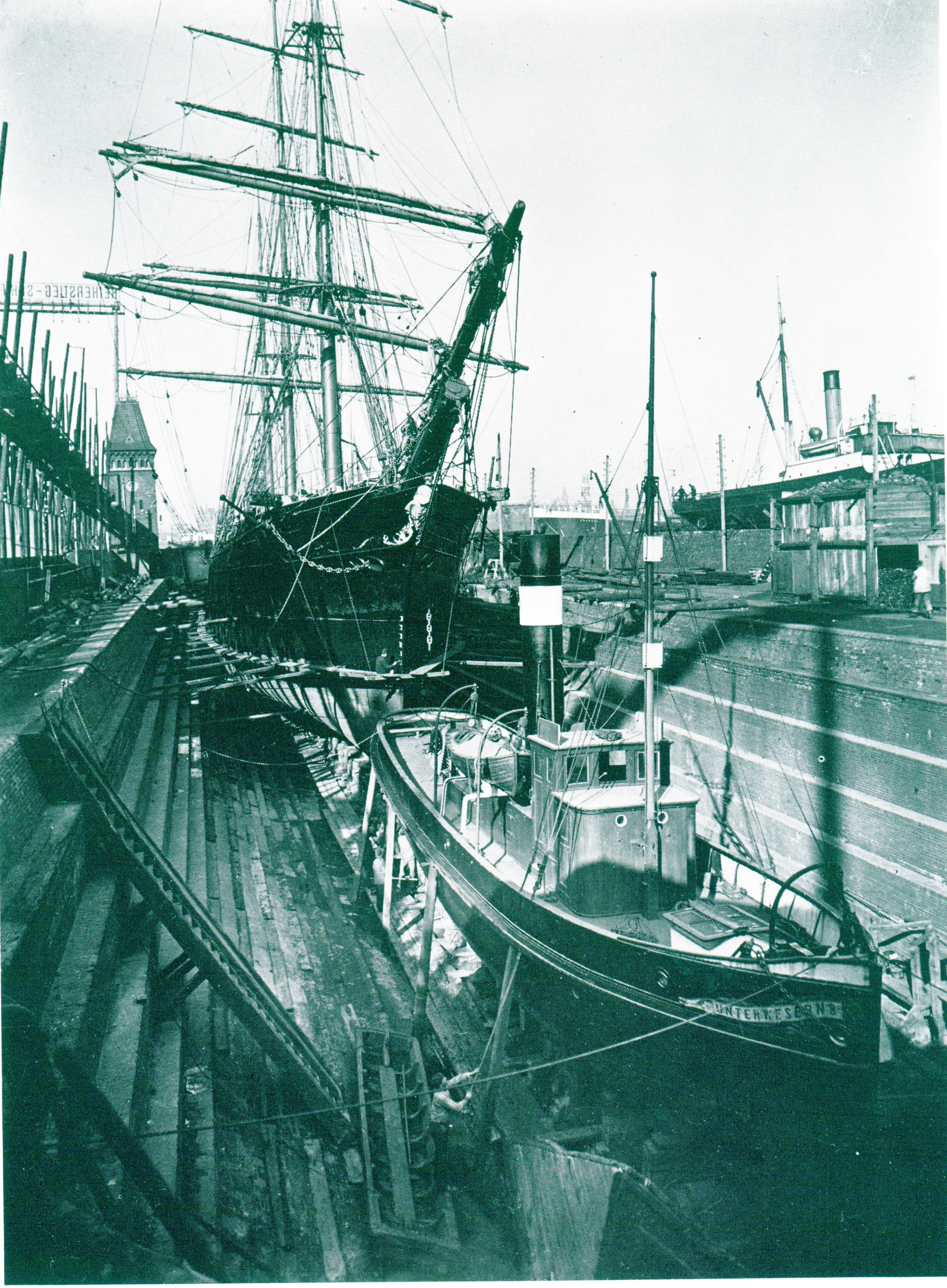
1870 wurde direkt neben der Wichhorst-Werft ein Trockendock für die HAPAG gebaut, es wurde von 1905 bis 1917 von der Wichhorst-Werft betrieben

Anfang Januar 1905 starb Johannes Matthias Wichhorst im Alter von 54 Jahren und der Betrieb wurde an den Teilhaber J. Klatte verkauft, jedoch unter der alten Firmierung weiter betrieben. 1908 wurde Heinrich Zimmer als neuer Teilhaber aufgenommen, jetzt konnte auch das HAPAG-Trockendock erworben werden. Damit verbunden waren viele HAPAG-Aufträge und auch die Reederei Knöhr & Burchard, zu der durch Zimmer verwandtschaftliche Beziehungen herrschten, ließ ihre Schiffe im Trockendock überholen.

## Übernahme durch die Reiherstiegwerft (1917)
Der Mangel an Material und Facharbeitern im Ersten Weltkrieg erschwerten die Arbeiten und da 1916 der Pachtvertrag für das Trockendock auslief, beschlossen die Eigentümer, die Werft zu verkaufen. Sie wurde von der Reiherstieg-Werft übernommen, die ohnehin Platzprobleme hatte.
|  | 1 Stülcken 1840–1966 2 Brandenburg bis 1912 3 Janssen & Schmilinsky 1858–1917 4 Wencke 1850–1900 5 Reiherstiegwerft 1861–1927 (1983) 6 Wichhorst 1850–1917 7 M.A. Flint seit 1870 8 Oelckers 1876–1888 9 Blohm & Voss seit 1877 10 Staatszimmerplatz und -werft 11 Janssen & Schmilinsky 1917–1928 12 Vulkanwerft 1905–1928 (1987) 13 Norderwerft seit 1905 |